# Đại dịch COVID-19 tại Cộng hòa Trung Phi
Bài viết này ghi lại các tác động của đại dịch COVID-19 tại Cộng hòa Trung Phi, và có thể không bao gồm tất cả các phản ứng và biện pháp chính hiện thời.

## Dòng thời gian
Trường hợp đầu tiên của đất nước được công bố vào ngày 14 tháng 3, một người đàn ông Ý 74 tuổi, trở về Cộng hòa Trung Phi từ Milan.
Tính đến ngày 31 tháng 12 năm 2023, Cộng hào Trung Phi ghi nhận 15,440 trường hợp nhiễm COVID-19 và 113 trường hợp tử vong.